# ジェームズ・ウッズ
ジェームズ・ハワード・ウッズ（James Howard Woods, 1947年4月18日 - ）は、アメリカ合衆国の俳優。ユタ州出身。

## 略歴・概要
父親は軍人であったが、1960年に亡くなっている。自身も軍人の道を目指し、空軍士官学校へ入学する予定だったが、入学前に事故に遭い断念、SATで満点の800点を獲得し、奨学金の全額給付を受けてマサチューセッツ工科大学でコンピュータサイエンス及び政治学を学ぶが、在学中から舞台に立っており、後に中退。オフ・ブロードウェイで舞台役者としてデビューした。1972年に映画デビュー。
1984年公開の『ワンス・アポン・ア・タイム・イン・アメリカ』に出演し、知名度を上げる。その後、1986年公開の『サルバドル/遥かなる日々』で戦場ジャーナリストを演じ、アカデミー主演男優賞候補に。『ゴースト・オブ・ミシシッピー』では実在した白人至上主義者の殺人鬼を演じ、アカデミー助演男優賞にノミネートされた。
テレビや声の出演を含めると、出演作は90本以上を数える。
『レザボア・ドッグス』のオファーをクエンティン・タランティーノから受けていたが、提示金額が低かったため、彼のエージェントがウッズに報せないままオファーを蹴ってしまう。後にタランティーノと対面したウッズはその件を知り激怒、エージェントは解雇された。彼がオファーを受けていたのは、ティム・ロスが演じたMr.Orangeだった。
IQ180の高い知能の持ち主であり、米教育情報サイトSuperScholar.orgにより「世界で最も頭のいい10人」の1人に選ばれた。

## 私生活
1988年に、映画『THE BOOST 引き裂かれた愛』で共演したショーン・ヤングからストーカー被害に遭ったとして、ヤングを訴えている。二人は法廷の外で和解し、ウッズ側がヤングに訴訟費用22万7000ドルを支払った。
X（旧Twitter）ユーザーであり、リベラル派・民主党員が圧倒的多数を占めるハリウッドでは数少ない保守派・共和党員の俳優として政治的発言も多く行っている一方、気落ちしているフォロワーへの慰めや、ファンからの質問に丁寧に応じるなど、気さくな一面も見せている。
2023年パレスチナ・イスラエル戦争ではイスラエルを全面支持し、「停戦するな。妥協するな。許すな。皆殺しにしろ」と、敵のジェノサイドを主張した。
2025年1月、カリフォルニア南部の山火事がパシフィック・パリセイズの自宅付近に達した。近くの木や茂みが炎に包まれる様子を撮影したビデオをXに投稿した後、避難した。

## 主な出演作品

### 映画
| 公開年 | 邦題 原題                                                                    | 役名                             | 備考                                                                              | 吹き替え                                                               |
| ------ | ---------------------------------------------------------------------------- | -------------------------------- | --------------------------------------------------------------------------------- | ---------------------------------------------------------------------- |
| 1972   | 突然の訪問者 The Visitors                                                    | ビル                             |                                                                                   |                                                                        |
| 1972   | 失意 A Great American Tragedy                                                | リック                           | テレビ映画                                                                        |                                                                        |
| 1973   | 追憶 The Way We Were                                                         | フランキー                       |                                                                                   |                                                                        |
| 1974   | 熱い賭け The Gambler                                                         |                                  |                                                                                   |                                                                        |
| 1975   | ナイトムーブス Night Moves                                                   | クエンティン                     |                                                                                   | 石丸博也                                                               |
| 1976   | 特攻サンダーボルト作戦 Raid on Entebbe                                       | サミー・バーグ                   | テレビ映画                                                                        | 江原正士（フジテレビ版）                                               |
| 1977   | クワイヤボーイズ The Choirboys                                               | ハロルド                         |                                                                                   |                                                                        |
| 1979   | 君の名はジョナ ...And Your Name Is Jonah                                     | ダニー                           | テレビ映画                                                                        |                                                                        |
| 1979   | オニオン・フィールド The Onion Field                                         | グレゴリー                       |                                                                                   |                                                                        |
| 1980   | ブラック・マーブル The Black Marble                                          | バイオリン弾き                   |                                                                                   |                                                                        |
| 1981   | 目撃者 Eyewitness                                                            | アルド                           |                                                                                   |                                                                        |
| 1982   | スプリット・イメージ/人格分離 Split Image                                    | チャールズ・プラット             |                                                                                   |                                                                        |
| 1982   | ヴィデオドローム Videodrome                                                  | マックス・レン                   |                                                                                   |                                                                        |
| 1984   | ワンス・アポン・ア・タイム・イン・アメリカ Once Upon a Time in America       | マックス                         |                                                                                   | 千田光男（VHS版） 咲野俊介（DVD・BD版） 野沢那智（テレビ朝日版）       |
| 1984   | カリブの熱い夜 Against All Odds                                              | ジェイク                         |                                                                                   | 西沢利明（フジテレビ版） 桐本拓哉（Netflix版）                         |
| 1985   | キャッツ・アイ Cat's Eye                                                     | ディック・モリソン               |                                                                                   |                                                                        |
| 1985   | ブラック・テロ兇行/ニューヨークが震えた日 Badge of the Assassin              | ロバート・K・テネンバウム        | テレビ映画                                                                        |                                                                        |
| 1986   | サルバドル/遥かなる日々 Salvador                                             | リチャード・ボイル               | インディペンデント・スピリット賞主演男優賞 受賞 アカデミー賞主演男優賞 ノミネート | 江原正士（フジテレビ版）                                               |
| 1986   | Promise                                                                      | D.J.                             | テレビ映画 ゴールデングローブ賞 男優賞（ミニシリーズ・テレビ映画部門） 受賞       |                                                                        |
| 1987   | MIA/戦闘後行方不明 In Love and War                                           | ジム・ストックデール             | テレビ映画                                                                        |                                                                        |
| 1987   | 殺しのベストセラー Best Seller                                               | クリーヴ                         |                                                                                   |                                                                        |
| 1988   | ザ・コップ Cop                                                               | ロイド・ホプキンス               | 兼製作                                                                            | 野沢那智（テレビ朝日版）                                               |
| 1988   | THE BOOTS/引き裂かれた愛 The Boost                                           | レニー・ブラウン                 |                                                                                   |                                                                        |
| 1989   | トゥルー・ビリーヴァー/はぐれ弁護士の執念 True Believer                      | エディ・ドッド                   |                                                                                   |                                                                        |
| 1989   | ジェームズ・ウッズの ドランカー My Name Is Bill W.                           | ビル・ウィルソン                 | テレビ映画                                                                        |                                                                        |
| 1989   | この愛の行方 Immediate Family                                                | マイケル・スペクター             |                                                                                   |                                                                        |
| 1990   | ラブ・アフェアー Women and Men: Stories of Seduction                         | ロバート                         | テレビ映画                                                                        |                                                                        |
| 1991   | ハード・ウェイ The Hard Way                                                  | ジョン・モス                     |                                                                                   | 樋浦勉（VHS・DVD版） 大塚明夫（フジテレビ版） 野沢那智（テレビ朝日版） |
| 1991   | 運命に燃えて The Boys                                                        | ウォルター                       | テレビ映画                                                                        |                                                                        |
| 1992   | ストレート・トーク/こちらハートのラジオ局 Straight Talk                      | ジャック・ラッセル               |                                                                                   | 千田光男                                                               |
| 1992   | ミッドナイト・スティング Diggstown                                           | ガブリエル・ケイン               |                                                                                   |                                                                        |
| 1992   | 虚偽/シチズン・コーン Citizen Cohn                                           | ロイ・マーカス・コーン           | テレビ映画                                                                        |                                                                        |
| 1992   | チャーリー Chaplin                                                           | ジョセフ・スコット               |                                                                                   | 有本欽隆                                                               |
| 1994   | ゲッタウェイ The Getaway                                                     | ベニヨン                         |                                                                                   | 金尾哲夫（ソフト版） 仲野裕（テレビ朝日版）                            |
| 1994   | ネクスト・ドア/隣人を片づけろ! Next Door                                     | マット                           | テレビ映画                                                                        |                                                                        |
| 1994   | ウェストン家の奇蹟 Curse of the Starving Class                               | ウエストン・テイト               |                                                                                   | 広瀬正志                                                               |
| 1994   | スペシャリスト The Specialist                                                | ネッド・トレント                 |                                                                                   | 小川真司（ソフト版） 津嘉山正種（テレビ朝日版）                        |
| 1995   | 誘導尋問 Indictment: The McMartin Trial                                      | ダニー・デイヴィス               | テレビ映画                                                                        | 江原正士                                                               |
| 1995   | KILLER/第一級殺人 Killer: A Journal of Murder                                | カール・パンズラム               |                                                                                   | 磯部勉                                                                 |
| 1995   | カジノ Casino                                                                | レスター・ダイアモノド           |                                                                                   | 田中正彦                                                               |
| 1995   | ニクソン Nixon                                                               | H. R. ハルドマン                 |                                                                                   | 有本欽隆                                                               |
| 1996   | ゴースト・オブ・ミシシッピー Ghosts of Mississippi                           | バイロン・デ・ラ・ベックウィズ   | アカデミー賞助演男優賞 ノミネート                                                 | 坂口哲夫                                                               |
| 1997   | ステューピッド・イン・ニューヨーク Kicked in the Head                        | アンクル・サム                   |                                                                                   |                                                                        |
| 1997   | ヘラクレス Hercules                                                          | ハデス                           | 声の出演                                                                          | 嶋田久作                                                               |
| 1997   | コンタクト Contact                                                           | マイケル・キッツ                 |                                                                                   | 佐々木勝彦（ソフト版） 大塚明夫（テレビ東京版）                        |
| 1998   | ヴァンパイア/最期の聖戦 Vampires                                             | ジャック・クロウ                 |                                                                                   | 山路和弘（ソフト版） 野沢那智（テレビ東京版）                          |
| 1998   | アナザー・デイ・イン・パラダイス Another Day in Paradise                     | メル                             | 兼製作                                                                            |                                                                        |
| 1999   | トゥルー・クライム True Crime                                                | アラン・マン                     |                                                                                   | 小島敏彦（ソフト版） 池田勝（日本テレビ版）                            |
| 1999   | ヴァージン・スーサイズ The Virgin Suicides                                   | ロナルド・リズボン               |                                                                                   | 水野龍司                                                               |
| 1999   | 将軍の娘/エリザベス・キャンベル The General's Daughter                       | ロバート・ムーア                 |                                                                                   | 原康義                                                                 |
| 1999   | エニイ・ギブン・サンデー Any Given Sunday                                    | ハービー・マンドレイク医師       |                                                                                   | 谷口節（ソフト版） 井上文彦（テレビ朝日版） 小川真司（日本テレビ版）   |
| 2000   | ダーティ・ピクチャー 禁断の写真 Dirty Pictures                               | デニス・バリー                   | テレビ映画                                                                        |                                                                        |
| 2001   | ファイナルファンタジー Final Fantasy: The Spirits Within                     | ハイン将軍                       | 声の出演                                                                          | 磯部勉                                                                 |
| 2001   | リセス 〜ぼくらの夏休みを守れ!〜 Recess: School's Out'                       | ベネディクト校長                 | 声の出演                                                                          | 羽佐間道夫                                                             |
| 2001   | 最'新'絶叫計画 Scary Movie 2                                                 | マクフィーリー神父               |                                                                                   | 池田勝（ソフト版） 不明（Netflix版）                                   |
| 2001   | サンキュー、ボーイズ Riding in Cars with Boys                                | ミスター・レオナルド・ドノフリオ |                                                                                   | 水野龍司                                                               |
| 2001   | スペース・ミッション 宇宙への挑戦 Race to Space                              | ウィルヘルム・フォン・フーバー   |                                                                                   |                                                                        |
| 2002   | ジョンQ -最後の決断- John Q                                                  | ドクター・ターナー               |                                                                                   | 仲野裕（ソフト版） 土師孝也（日本テレビ版）                            |
| 2002   | スチュアート・リトル2 Stuart Little 2                                        | ファルコン                       | 声の出演                                                                          | 磯部勉                                                                 |
| 2003   | ノースフォーク 天使がくれた奇跡 Northfalk                                    | ウォルター・オブライエン         | 兼製作総指揮                                                                      |                                                                        |
| 2003   | ルーディー ジュリアーニNY市長9月11日真実の物語 Rudy: The Rudy Giuliani Story | ルドルフ・ジュリアーニ           | テレビ映画                                                                        |                                                                        |
| 2003   | シークレットサービス This Girl's Life                                        | ポップス                         |                                                                                   |                                                                        |
| 2005   | Be Cool/ビー・クール Be Cool                                                 | トミー                           |                                                                                   | 後藤哲夫                                                               |
| 2006   | エンドゲーム 大統領最期の日 End Game                                         | ヴォーン・スティーヴンス         |                                                                                   | 仲野裕                                                                 |
| 2007   | サーフズ・アップ Surf's Up                                                   | レジー・ベラフォンテ             | 声の出演                                                                          | 山寺宏一                                                               |
| 2008   | 最終突撃取材計画! An American Carol                                          | エージェント・グロスライト       |                                                                                   |                                                                        |
| 2011   | わらの犬 Straw Dogs                                                          | トム・ヘドン                     |                                                                                   | 浦山迅                                                                 |
| 2013   | オフィサー・ダウン Officer Down                                              | 警部                             |                                                                                   |                                                                        |
| 2013   | スティーブ・ジョブズ Jobs                                                    | ジャック・ダッドマン             |                                                                                   |                                                                        |
| 2013   | ヒラリー・スワンク ライフ Mary and Martha                                    | トム                             | テレビ映画                                                                        |                                                                        |
| 2013   | ホワイトハウス・ダウン White House Down                                      | マーティン・ウォーカー           |                                                                                   | 小川真司                                                               |
| 2014   | Jamesy Boy                                                                   | ファルトン                       |                                                                                   | N/A                                                                    |
| 2016   | Bling                                                                        | ヴィクター                       | 声の出演                                                                          | N/A                                                                    |
| 2016   | First Contact                                                                | ナレーター                       | 声の出演                                                                          | N/A                                                                    |
| 2023   | オッペンハイマー Oppenheimer                                                 | N/A                              | 製作総指揮                                                                        | N/A                                                                    |

### テレビシリーズ
| 放映年    | 邦題 原題                                     | 役名                             | 備考                               | 吹き替え   |
| --------- | --------------------------------------------- | -------------------------------- | ---------------------------------- | ---------- |
| 1978      | ホロコースト/戦争と家族 Holocaust             | カール                           | ミニシリーズ                       |            |
| 2006      | ER緊急救命室 ER                               | ネイト・レノックス               | 第12シーズン第13話「身体と心」     | 津嘉山正種 |
| 2006      | アントラージュ★オレたちのハリウッド Entourage | 本人役                           | 第3シーズン第1話「アクア・マザー」 |            |
| 2006-2008 | SHARK カリスマ敏腕検察官 Shark                | セバスチャン・スターク           | 計38話出演                         |            |
| 2012      | 昏睡病棟-COMA- Coma                           | スターク                         | 計2話出演                          |            |
| 2013      | レイ・ドノヴァン ザ・フィクサー Ray Donovan   | パトリック・サリヴァン（サリー） | 計6話出演                          |            |

### テレビアニメ
- ザ・シンプソンズ The Simpsons (1994)
- ヘラクレス Hercules: The Animated Series (1998-1999)
- ハウス・オブ・マウス House of Mouse (2001-2002)
- ファミリー・ガイ Family Guy (2005-2016)
- ジャスティス・リーグ・アクション Justice League Action (2016-2017)

### ビデオアニメ
- ミッキーの悪いやつには負けないぞ! Mickey's House of Villains (2001)

### ゲーム
- キングダム ハーツ Kingdom Hearts(2002)
- グランド・セフト・オート・サンアンドレアス Grand Theft Auto: San Andreas(2004)
- キングダム ハーツII Kingdom Hearts II(2006)
- Scarface: The World Is Yours (2006)
- キングダム ハーツ バース バイ スリープ KINGDOM HEARTS Birth by Sleep(2010)
- キングダム ハーツIII Kingdom Hearts III(2019)

## 参照
1. ↑  Warwick Online: Michael Woods remembered for a smile, and a laugh
2. ↑  Warwick Online: Michael Woods remembered for a smile, and a laugh
3. ↑  http://www.wetpaint.com/network/gallery/15-celebrity-geniuses-beauty-and-brains-photos/photo/james-woods
4. ↑  http://www.bankrollmob.com/poker-players/james-woods
5. ↑  “アーカイブされたコピー”. 2014年5月13日時点のオリジナルよりアーカイブ。2014年5月27日閲覧。
6. ↑  Stated on Inside the Actors Studio, 2000
7. ↑  New York Times Service, published by New York Times and Arno press, 1989, page 788
8. ↑  米サイト選出「世界で最も頭のいい10人」にランクインした米俳優とは？
9. ↑  Smartest People In The World_ The 10 Smartest People Alive Today _ HuffPost
10. ↑  newspaper article, Woods Suit May be Settled, by Anne Trebbe, USA Today, August 23, 1989
11. ↑  Leigh, Danny. “Blade Runner's Sean Young: 'If I were a man I'd have been treated better'”. The Guardian 2021年3月24日閲覧。
12. ↑  James Woods (2023年11月19日). “No ceasefire. No compromise. No forgiveness. #KillThemAll” (英語). X. 2024年1月14日閲覧。
13. ↑  “米LA西部で山火事、セレブも避難 ハリウッドのイベント中止”.   AFP (2025年1月9日). 2025年1月11日閲覧。